# Luis Miguel Lobo
Luis Lobo (Buenos Aires, Argentina, 9 de octubre de 1983), futbolista Argentino. Jugador que se desempeñaba en el mediocampo , actualmente retirado del fútbol y director técnico en las juveniles de San Martín de Burzaco . Ha militado en clubes importante en su país como River Plate, Huracán y Godoy Cruz

## Biografía
Luis Lobo es un jugador Argentino formado en las inferiores de River Plate] de Argentina y participó en la Copa Sudamericana 2003, luego pasa al CA Huracán de la capital federal de Argentina en aquel momento jugando en la 2.ª División.
En el año 2007 se va a Venezuela con el Deportivo Anzoátegui con destacadas actuaciones, para después en el 2009 regresa a su país a jugar con el Godoy Cruz en el cual tuvo pocas oportunidades. Luego de un tiempo Luis Lobo regresa con el Deportivo Anzoátegui. Al inicio de la temporada 2011/2012, regresa a su país para fichar para el club Atlético Tucumán y jugar el Torneo Nacional B.

## Clubes
| Club                           | País      | Año       |
| ------------------------------ | --------- | --------- |
| River Plate                    | Argentina | 2003-2005 |
| CA Huracán                     | Argentina | 2005-2006 |
| Deportivo Anzoátegui           | Venezuela | 2007-2009 |
| Godoy Cruz                     | Argentina | 2009-2010 |
| Deportivo Anzoátegui           | Venezuela | 2010-2011 |
| Atlético Tucumán               | Argentina | 2011-2012 |
| Futbol Club de Tres Algarrobos | Argentina | 2012      |

- Fue subcampeón de la Copa Sudamericana 2003 con River Plate

- Datos: Q934859